# Veľký kopec
Veľký kopec este o arie protejată (arie specială de conservare — SAC, sit de importanță comunitară — SCI) din Slovacia întinsă pe o suprafață de 25,13 ha, integral pe uscat.

## Localizare
Centrul sitului Veľký kopec este situat la coordonatele 48°25′07″N 21°57′39″E / 48.418726°N 21.960707°E.

## Înființare
Situl Veľký kopec a fost declarat sit de importanță comunitară în aprilie 2004 pentru a proteja 2 specii de plante și 4 specii de animale. Situl a fost protejat și ca arie specială de conservare în martie 2004.

## Biodiversitate
Situată în ecoregiunea panonică, aria protejată conține 3 habitate naturale: Păduri panonice-balcanice de stejar turcesc - stejar sesil, Pajiști uscate seminaturale și facies de acoperire cu tufișuri pe substraturi calcaroase (Festuco-Brometalia) (* situri importante pentru orhidee), Pajiști stepice subpanonice.
La baza desemnării sitului se află mai multe specii protejate:
- plante (2): Iris aphylla subsp. hungarica, sisinei (Pulsatilla grandis)
- păsări (3): presură sură (Emberiza calandra), pietrar sur (Oenanthe oenanthe), mărăcinar negru (Saxicola torquatus)
- nevertebrate (1): rădașcă (Lucanus cervus)

Pe lângă speciile protejate, pe teritoriul sitului au mai fost identificate 7 specii de plante, 2 specii de reptile.